# Anophelinae
Anophelinae – podrodzina owadów z rzędu muchówek i rodziny komarowatych. Obejmuje 489 opisanych gatunków, sklasyfikowanych w 3 rodzajach. Larwy są filtratorami, żerującymi u powierzchni wody. Dorosłe samce pobierają pokarm roślinny, natomiast samice uzupełniają dietę krwią zwierząt stałocieplnych. Część gatunków z należącego do tej podrodziny rodzaju widliszek to wektory ludzkich patogenów, w tym zarodźców wywołujących malarię oraz nicieni wywołujących filariozy.

## Taksonomia i ewolucja
Takson ten wprowadzony został w 1900 roku przez Giovanniego Battistę Grassiego. W starszych systemach, w których komarom kłującym nadawano rangę podrodziny, omawiany takson miał rangę plemienia Anophelini. Do podrodziny tej zalicza się 489 opisanych gatunków, sklasyfikowanych w 3 rodzajach:
- Anopheles Meigen, 1818 – widliszek
- Bironella Theobald, 1905
- Chagasia Cruz, 1906

Anophelinae zajmują bazalną pozycję względem pozostałych komarowatych. W obrębie Anophelinae pozycję bazalną zajmuje z kolei rodzaj Chagasia. Rodzaj Anopheles w molekularnych analizach filogenetycznych jawi się jako nie parafiletyczny – zagnieżdża się w jego obrębie rodzaj Bironella.
W zapisie kopalnym podrodzinę reprezentują tylko dwa gatunki z rodzaju widliszek, oba znane z inkluzji w bursztynie: Anopheles dominicanus z miocenu oraz Anopheles rottensis z oligocenu. Więcej informacji o ewolucji rodzaju dostarczają badania metodą zegara molekularnego. Wskazują one, że rozejście linii ewolucyjnych Anophelinae i Culicinae miało miejsce w mezozoiku, między 150 a 120 milionami lat temu, a okres ekspansji rodzaju Anopheles przypadał na kredę.

## Morfologia

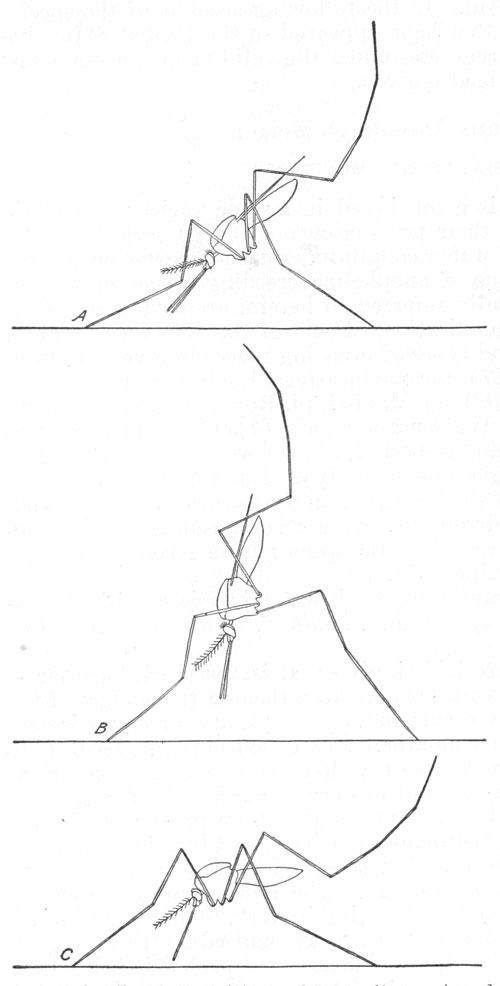
Porównanie pozycji spoczynkowych form dorosłych Anophelinae (A i B) oraz Culicinae (C)

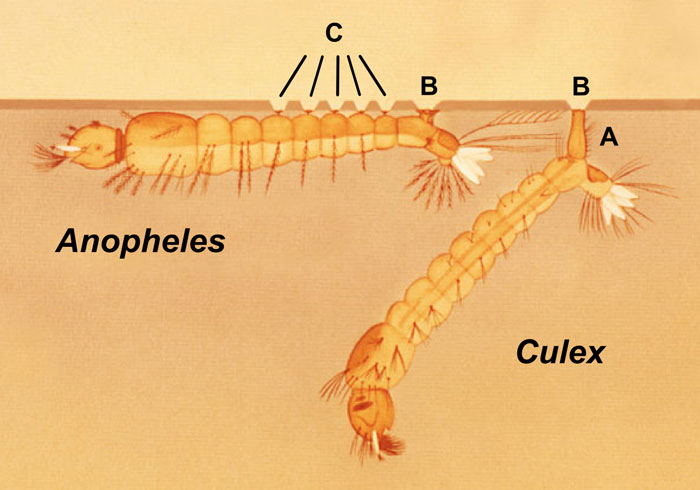
Porównanie pozycji żerowania larw widliszka (Anopheles) i komara (Culex). A: syfon, B: przetchlinka, C: włoski palmowate

Owady o smukłym ciele, wyposażonym w długie i cienkie czułki i odnóża oraz parę wąskich skrzydeł. Większość gatunków różni się od komarów z podrodziny Culicinae pozycją spoczynkową, w której ciało ich ustawione jest pod kątem 30–45° do podłoża. U rodzajów Anopheles i Chagasia sztywna, stercząca do przodu kłujka jest podobna długością do również sztywnych głaszczków szczękowych. U samic głaszczki te bywają porośnięte półwzniesionymi łuskami. Śródtułów ma słabo wypukłą tarczę, zaś tarczkę o tylnej krawędzi zwykle równomiernie zaokrąglonej; tylko u rodzaju Chagasia trójpłatkowej. Skrzydła większości gatunków mają ciemne i jasne nakrapianie, utworzone z łusek wyrastających na żyłkach. Niekiedy żyłki są całkowicie pokryte ciemnymi łuskami. Wąskie łuski występują na krawędziach płatka skrzydłowego. Odwłok porastają włoski, natomiast łusek zwykle nie ma wcale lub są bardzo nieliczne; szczególnie rzadko pojawiają się na jego sternitach. Narządy rozrodcze samców cechuje krótki, pozbawiony płatków gonokoksyt i prosty edeagus.
Larwy Anophelinae różnią się od tych Culicinae głową dłuższą niż szeroką, brakiem syfonu, przetchlinką umieszczoną wprost na grzbietowej powierzchni ósmego segmentu odwłoka oraz włoskami palmowatymi obecnymi przynajmniej na części segmentów odwłokowych od pierwszego do siódmego. Czułki mają krótkie, pałeczkowate, a narządy gębowe pełnią funkcję filtracyjną.
U poczwarek listkowate wyrostki płetwowate ostatniego segmentu odwłoka są ruchome, podłużnie owalne, a syfon krótki, u szczytu szeroko otwarty.

## Biologia i ekologia

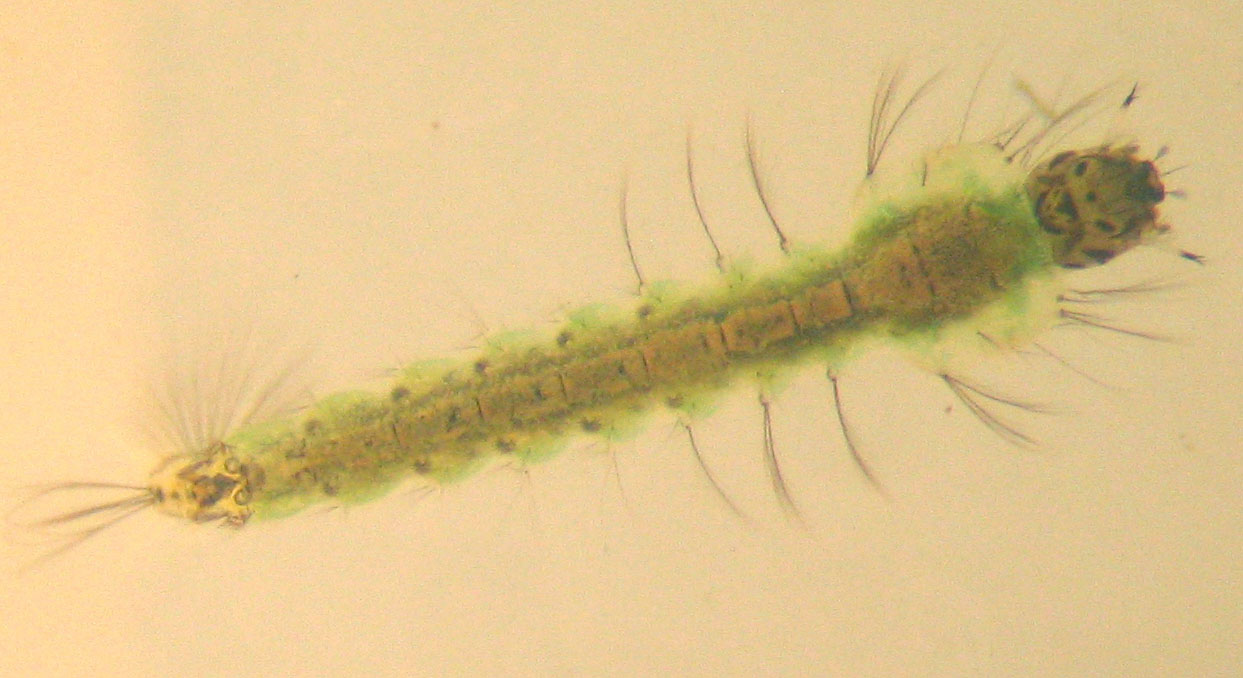
Larwa widliszka

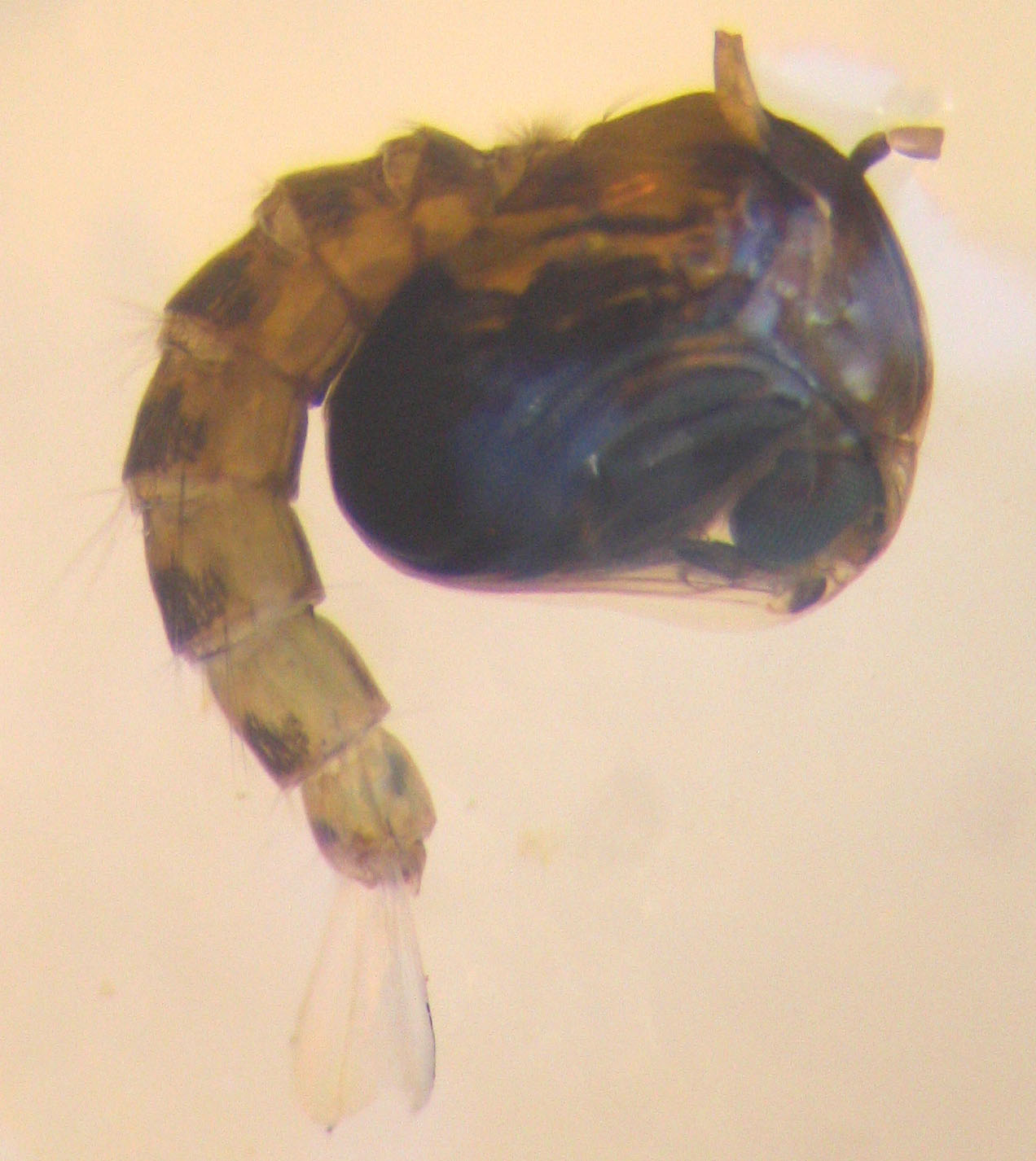
Poczwarka widliszka

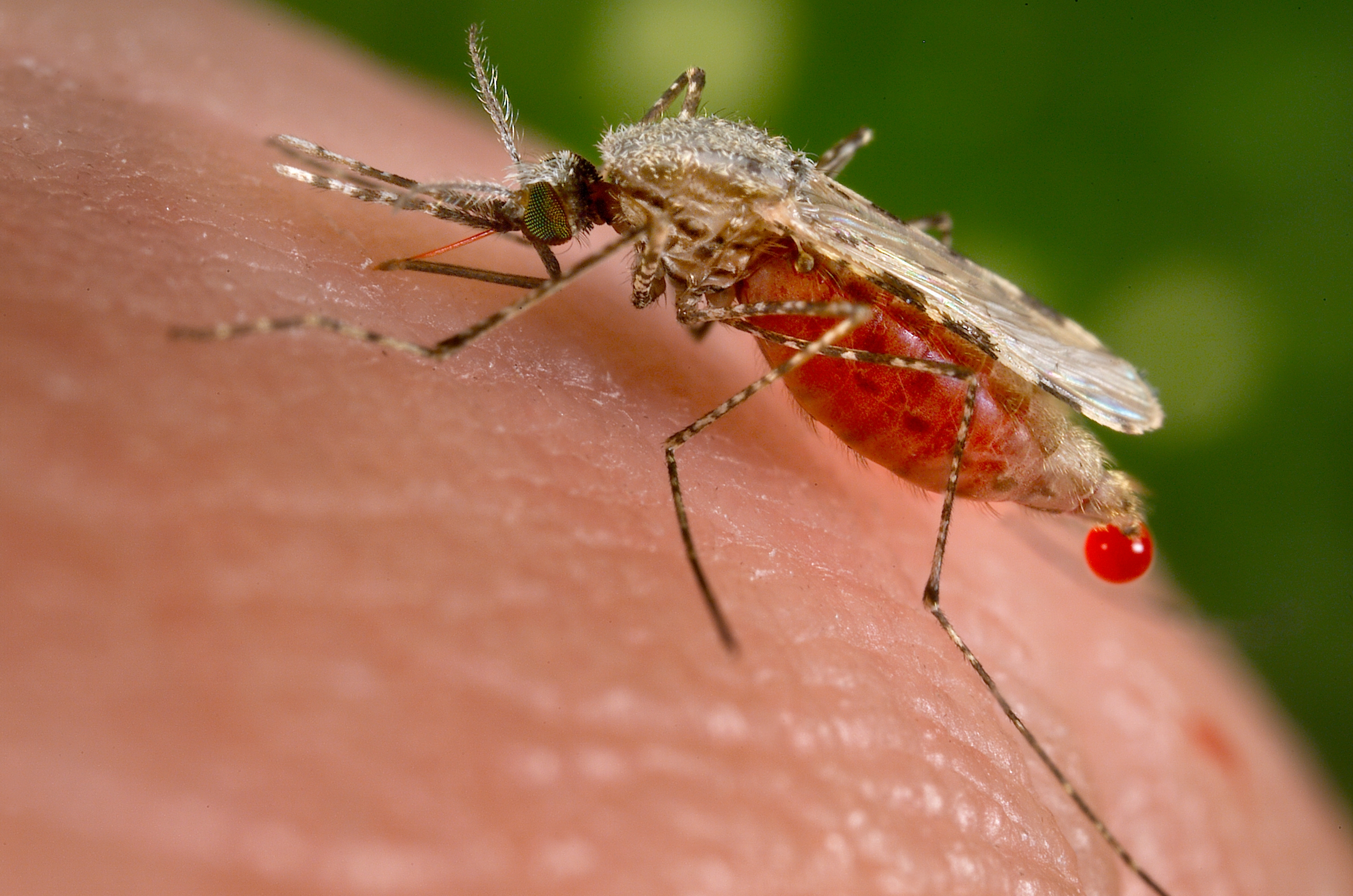
Żerująca samica Anopheles stephensi

Samce pobierają wyłącznie płynny pokarm roślinny, natomiast samice ponadto ssą krew zwierząt stałocieplnych (są hematofagami), która niezbędna jest im do rozwoju jaj. Najwięcej gatunków związanych jest ze ssakami, ale niektóre preferują ptaki (gatunki ornitofilne). Aktywnie szukają swoich żywicieli, trzymając się jednak siedlisk wilgotnych z uwagi na łatwość wysychania ich ciała. Dorosłe większości gatunków aktywne są nocą lub o zmierzchu, zaś dzień spędzają w miejscach zacienionych.
Larwy i poczwarki przechodzą rozwój w środowisku wodnym. Większość gatunków wybiera wody powierzchniowe, zwłaszcza stojące lub wolno płynące, ale niektóre rozwijają się wyłącznie w fitotelmach. Gatunki związane z wodami szybko płynącymi wybierają w nich stanowiska o nurcie spowolnionym np. przez kamienie lub gęstą roślinność. Larwy żerują filtrując drobny pokarm z powierzchni wody przy użyciu uformowanych w wachlarze włosków na wardze górnej. Celem pobierania pokarmu obracają swą głowę o 180°. W utrzymaniu się poziomo przy powierzchni wody pomagają im włoski palmowate i zastawki barkowe. Oddychają powietrzem atmosferycznym, pobieranym za pomocą przetchlinki na grzbiecie odwłoka. Przemieszczają się w wodzie szybkimi ruchami odwłoka, tyłem do przodu. Poczwarkom do oddychania służy krótki syfon.

## Rozprzestrzenienie
Obejmujący większość gatunków rodzaj widliszek jest kosmopolityczny, rozprzestrzeniony we wszystkich krainach zoogeograficznych, od strefy równikowej po umiarkowaną i od morskich wybrzeży po rejony górskie; nie występuje na wielu wyspach Oceanii i izolowanych wyspach Atlantyku. Rodzaj Bironella występuje tylko w krainie australijskiej (głównie w regionie papuaskim), a rodzaj Chagasia tylko w krainie neotropikalnej.
W Polsce stwierdzono tylko 5 gatunków z rodzaju widliszek (zobacz: komarowate Polski).

## Znaczenie medyczne
Spośród trzech zaliczanych do Anophelinae rodzajów znaczenie medyczne ma tylko widliszek. Komary te, jako jedyne, mają zdolność przenoszenia malarii. Chociaż pierwotniaki z rodzaju zarodziec przechodzić mogą rozwój we wszystkich przedstawicielach rodzaju, tylko część gatunków ma zdolność przenoszenia malarii na człowieka. Oprócz malarii niektóre gatunki widliszków mogą być wektorami nicieni wywołujących u ludzi filariozy oraz alfawirusa ONNV, wywołującego u ludzi gorączkę O’nyong-nyong.